# Đại hội Thể thao châu Á
Đại hội Thể thao châu Á, còn gọi là ASIAD, là sự kiện thể thao đa môn cấp châu lục được tổ chức bốn năm một lần dành cho các vận động viên đến từ châu Á. Từ kỳ đại hội  đầu tiên tổ chức tại New Delhi (Ấn Độ) năm 1951 cho đến năm 1978, sự kiện này do Liên đoàn Đại hội Thể thao châu Á quản lý. Kể từ kỳ đại hội năm 1982, sau khi Liên đoàn tan rã, quyền tổ chức đã được chuyển giao cho Hội đồng Olympic châu Á (OCA). Đại hội được Ủy ban Olympic Quốc tế công nhận và hiện là sự kiện thể thao đa môn lớn thứ hai thế giới, chỉ sau Thế vận hội Olympic.
Tính đến nay, đã có chín quốc gia đăng cai ASIAD. Bốn mươi sáu quốc gia từng tham dự đại hội, trong đó có Israel, quốc gia bị loại khỏi sự kiện kể từ lần tham dự cuối vào năm 1974. Kỳ ASIAD gần nhất được tổ chức tại Hàng Châu (Trung Quốc) từ ngày 23 tháng 9 đến 8 tháng 10 năm 2023. Kỳ đại hội tiếp theo dự kiến diễn ra tại tỉnh Aichi và thành phố Nagoya (Nhật Bản) từ ngày 19 tháng 9 đến 4 tháng 10 năm 2026.
Kể từ năm 2010, việc quốc gia đăng cai ASIAD đồng thời tổ chức Đại hội Thể thao người khuyết tật châu Á (Asian Para Games) ngay sau đó đã trở thành thông lệ. Đây là sự kiện dành riêng cho các vận động viên khuyết tật, tương tự như Paralympic ở cấp độ toàn cầu. Tuy nhiên, không giống như Thế vận hội Olympic và Paralympic – nơi hợp đồng đăng cai quy định rõ việc tổ chức cả hai sự kiện – tại châu Á, hợp đồng đăng cai ASIAD không bao gồm nghĩa vụ tổ chức Asian Para Games. Việc thiếu ràng buộc pháp lý này khiến hai sự kiện vận hành độc lập, và trong tương lai, hoàn toàn có thể diễn ra ở hai thành phố hoặc thậm chí hai quốc gia khác nhau.

## Lịch sử

### Giải vô địch các quốc giaViễn Đông
Trước khi Đại hội Thể thao châu Á ra đời, khu vực châu Á từng có một sự kiện tiền thân là Đại hội Thể thao Viễn Đông (Far Eastern Championship Games), được khởi xướng vào năm 1912 với địa điểm dự kiến tổ chức nằm giữa ba quốc gia: Đế quốc Nhật Bản, Philippines và Trung Hoa Dân Quốc. Kỳ đại hội đầu tiên được tổ chức tại Manila vào năm 1913 với sự tham dự của sáu quốc gia. Tính đến năm 1934, đã có tổng cộng mười kỳ được tổ chức. Tuy nhiên, sự bùng nổ của Chiến tranh Trung – Nhật lần thứ hai và việc Nhật Bản kiên quyết đưa Mãn Châu Quốc (một chính thể bù nhìn do Nhật lập nên) vào làm quốc gia tham dự đã khiến Trung Quốc tuyên bố rút khỏi giải đấu. Kỳ đại hội năm 1938 bị hủy bỏ, và tổ chức điều hành Đại hội thể thao Viễn Đông cũng chính thức giải thể.

### Sự hình thành
Sau Thế chiến thứ hai, nhiều vùng lãnh thổ ở châu Á giành được độc lập, trở thành quốc gia có chủ quyền. Trong bối cảnh ấy, các nước mong muốn khẳng định năng lực và vị thế của châu Á thông qua thể thao, thay vì xung đột vũ trang. Tại Thế vận hội Mùa hè 1948 ở Luân Đôn, đại diện Trung Quốc và Philippines đã khơi lại ý tưởng tái thiết lập Đại hội Thể thao Viễn Đông. Guru Dutt Sondhi, Ủy viên Ủy ban Olympic Quốc tế (IOC) đại diện Ấn Độ, nhận thấy rằng một sự kiện thể thao quy mô mới sẽ thể hiện rõ tinh thần đoàn kết và sự phát triển vượt bậc của thể thao châu Á. Ông đề xuất thành lập một đại hội mới – chính là Đại hội Thể thao châu Á. Sau đó, Liên đoàn Điền kinh châu Á được thành lập, cùng với một ban trù bị để xây dựng điều lệ cho tổ chức mới. Ngày 13 tháng 2 năm 1949, Liên đoàn chính thức được ra mắt tại New Delhi – nơi được công bố là thành phố đăng cai kỳ đại hội đầu tiên vào năm 1950.
Kỳ ASIAD đầu tiên diễn ra tại New Delhi, Ấn Độ từ ngày 4 đến ngày 12 tháng 3 năm 1951, sau khi phải lùi một năm so với kế hoạch ban đầu do công tác chuẩn bị gặp chậm trễ. Sự kiện quy tụ 489 vận động viên đến từ 11 quốc gia gồm: Afghanistan, Ấn Độ, Indonesia, Iran, Miến Điện, Nepal, Nhật Bản, Philippines, Singapore, Sri Lanka và Thái Lan tham gia tranh tài tại các môn: điền kinh, bóng đá, bóng rổ, bơi lội, cử tạ và xe đạp.
Tới kỳ  ASIAD 1954 tổ chức tại Manila, Philippines, quy mô đại hội được mở rộng đáng kể với sự góp mặt của thêm 8 quốc gia và vùng lãnh thổ. Mặc dù môn đua xe đạp bị loại khỏi chương trình thi đấu, tổng số môn lại tăng lên 8, nhờ bổ sung thêm Quyền Anh, bắn súng và vật.
Đến năm 1958, kỳ đại hội được tổ chức tại Tokyo, Nhật Bản, quy tụ tới 1.422 vận động viên, tranh tài ở 13 môn thể thao. Từ đây, sức lan tỏa của ASIAD bắt đầu mạnh mẽ khắp châu lục. Đáng chú ý, đây cũng là kỳ đại hội đầu tiên tổ chức lễ rước đuốc, tạo dấu mốc biểu tượng mới cho lịch sử ASIAD.

### Những năm khủng hoảng
Kỳ ASIAD năm 1962 gặp nhiều khủng hoảng. Chủ nhà Indonesia từ chối cấp phép tham dự cho Israel và Đài Loan với lý do chính trị liên quan đến công nhận quốc gia. Hành động này dẫn đến việc IOC rút tài trợ và đình chỉ tư cách thành viên của Indonesia. Nhiều tổ chức thể thao quốc tế như Liên đoàn Bóng đá châu Á (AFC), Liên đoàn Điền kinh Nghiệp dư Quốc tế (IAAF) và Liên đoàn Cử tạ Quốc tế (IWF) cũng đồng loạt rút công nhận đối với kỳ đại hội.
Năm 1970, Hàn Quốc – nước được chỉ định đăng cai – từ bỏ quyền tổ chức do khủng hoảng an ninh quốc gia và khó khăn tài chính. Thái Lan, với tư cách là nước chủ nhà trước đó, tiếp nhận tổ chức tại Bangkok bằng ngân sách chuyển giao từ Hàn Quốc. Nhật Bản được mời thay thế nhưng từ chối do đang chuẩn bị cho Triển lãm Thế giới Expo '70 tại Osaka. Đây cũng là lần đầu tiên ASIAD được truyền hình trực tiếp đến toàn cầu. Kỳ đại hội năm 1974tại Tehran (Iran) ghi nhận sự trở lại của Trung Quốc, Triều Tiên và Mông Cổ. Israel vẫn được phép tham dự bất chấp phản đối từ các nước Ả Rập. Đài Loan tiếp tục tham dự với tên gọi "Trung Hoa Đài Bắc", dù tư cách thành viên của họ đã bị bãi bỏ trong cuộc họp toàn thể ngày 16 tháng 11 năm 1973.
Trước kỳ đại hội năm 1978, Pakistan rút khỏi quyền đăng cai kỳ năm 1975 do khủng hoảng tài chính và bất ổn chính trị. Một lần nữa, Thái Lan đứng ra tổ chức tại Bangkok. Cũng như năm 1962, Israel và Đài Loan bị cấm tham dự vì lý do chính trị và an ninh, dẫn đến nhiều liên đoàn thể thao quốc tế lên tiếng phản đối. IOC đe dọa sẽ cấm các vận động viên tham dự kỳ ASIAD này khỏi Thế vận hội Mùa hè 1980. Hậu quả là nhiều quốc gia đã rút lui trước thềm khai mạc đại hội.

### Tái cơ cấu và mở rộng
Những biến động trong thập niên 1960–1970 đã thúc đẩy các Ủy ban Olympic quốc gia tại châu Á tiến hành sửa đổi điều lệ của Liên đoàn Đại hội Thể thao châu Á (AGF). Hệ quả là đến tháng 11 năm 1981, Hội đồng Olympic châu Á (OCA) chính thức được thành lập, với Israel và Đài Loan bị loại khỏi danh sách thành viên. Theo lịch cũ của AGF, Ấn Độ được ấn định đăng cai ASIAD 1982, và OCA quyết định vẫn giữ nguyên kế hoạch tổ chức này. Tuy nhiên, OCA chỉ chính thức tiếp quản công tác giám sát và điều hành Đại hội kể từ ASIAD 1986 diễn ra tại Seoul, Hàn Quốc. Đến kỳ đại hội năm 1990 tại Bắc Kinh, Đài Loan (Trung Hoa Dân Quốc) được phép trở lại tranh tài – dưới sức ép ngoại giao từ Cộng hòa Nhân dân Trung Hoa – với danh xưng mới là "Trung Hoa Đài Bắc" (Chinese Taipei).
Kỳ đại hội 1994 tại Hiroshima (Nhật Bản) ghi dấu một số cột mốc quan trọng: lần đầu tiên có sự góp mặt của 5 quốc gia Trung Á – vốn là các nước cộng hòa cũ thuộc Liên Xô – gồm Kazakhstan, Kyrgyzstan, Uzbekistan, Turkmenistan và Tajikistan. Đây cũng là kỳ đại hội đầu tiên được tổ chức ngoài thủ đô quốc gia đăng cai. Tuy nhiên, Iraq bị đình chỉ tham dự vì hậu quả từ Chiến tranh vùng Vịnh 1990, còn Triều Tiên tuyên bố tẩy chay đại hội vì bất đồng chính trị với nước chủ nhà. Không khí đại hội bị phủ bóng tang thương khi ông Nareshkumar Adhikari, trưởng đoàn Nepal, đột ngột qua đời vì đau tim trong lễ khai mạc.
Đại hội 1998 ghi dấu lần thứ tư Bangkok (Thái Lan) trở thành chủ nhà ASIAD. Khác với ba lần trước được giao nhiệm vụ trực tiếp, lần này Bangkok phải tham gia quá trình đấu thầu đăng cai. Lễ khai mạc được tổ chức vào ngày 6 tháng 12, thay vì ngày 9 như các kỳ trước. Quốc vương Bhumibol Adulyadej chủ trì lễ khai mạc, còn lễ bế mạc diễn ra vào ngày 20 tháng 12, đúng như thông lệ của các kỳ ASIAD trước đó được tổ chức tại Thái Lan.

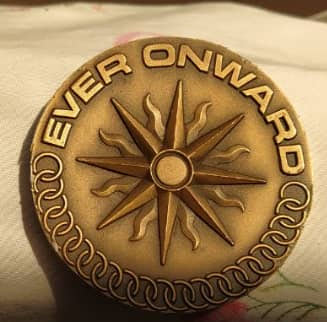
Huy chương Asiad 1974

Kỳ ASIAD 2002 được tổ chức tại Busan, Hàn Quốc, đánh dấu một bước ngoặt đáng chú ý trong lịch sử ASIAD khi có nhiều kỷ lục thế giới được thiết lập. Bên cạnh thành tích chuyên môn, sự kiện còn ghi nhận hai dấu ấn quan trọng về mặt chính trị và ngoại giao thể thao: Afghanistan trở lại tranh tài sau thời gian dài vắng mặt, và Đông Timor lần đầu tiên góp mặt với tư cách một quốc gia độc lập mới ra đời sau cuộc trưng cầu dân ý tách khỏi Indonesia.
Bốn năm sau, vào năm 2006, ASIAD tiếp tục được tổ chức tại Doha, Qatar – đánh dấu lần đầu tiên sự kiện thể thao lớn nhất châu Á này được tổ chức tại một quốc gia vùng Vịnh. Kỳ đại hội không chỉ gây ấn tượng về quy mô tổ chức và cơ sở vật chất hiện đại, mà còn gợi ra tranh cãi về chính sách thành viên. Cụ thể, Chủ tịch Hội đồng Olympic châu Á (OCA), Sheikh Ahmad Al-Fahd Al-Sabah, đã bác đơn xin tham dự của Úc, dù quốc gia này khi đó đang có xu hướng gia nhập các tổ chức thể thao châu Á. Ông lập luận rằng việc để Úc – một cường quốc thể thao của châu Đại Dương – thi đấu ở châu Á có thể tạo ra sự bất công cho các quốc gia nhỏ hơn trong khu vực.
Năm 2010, ASIAD trở lại Trung Quốc lần thứ hai, sau Bắc Kinh 1990. Kỳ đại hội lần này được tổ chức tại Quảng Châu, một trung tâm kinh tế lớn ở miền Nam Trung Quốc. Với quy mô và mức đầu tư khổng lồ, ASIAD 2010 đã thể hiện tham vọng của Trung Quốc trong việc duy trì vị thế dẫn đầu về thể thao khu vực và đồng thời quảng bá hình ảnh đất nước sau Thế vận hội Bắc Kinh 2008.
Đáng chú ý, năm 2009, OCA tiến hành điều chỉnh chu kỳ tổ chức Đại hội Thể thao châu Á. Theo kế hoạch mới, ASIAD sẽ diễn ra trước Thế vận hội một năm thay vì sau đó như truyền thống trước đây. Như vậy, sau kỳ đại hội tại Incheon (Hàn Quốc) năm 2014, kỳ tiếp theo được dự kiến sẽ diễn ra vào năm 2019. Tuy nhiên, OCA sau đó điều chỉnh lại mốc thời gian, quyết định tổ chức ASIAD lần thứ 18 vào năm 2018, nhằm tối ưu hóa công tác tổ chức và không gây xung đột lịch với các sự kiện thể thao lớn khác.
ASIAD 2018 ban đầu được ấn định tổ chức tại Hà Nội, Việt Nam – một dấu mốc lịch sử đối với thể thao Đông Nam Á. Tuy nhiên, vào ngày 17 tháng 4 năm 2014, Chính phủ Việt Nam chính thức tuyên bố rút lui khỏi quyền đăng cai, viện dẫn lý do không bảo đảm đủ kinh phí và cơ sở hạ tầng cần thiết để tổ chức một sự kiện thể thao lớn tầm cỡ châu lục. Sau đó, vào ngày 19 tháng 9 cùng năm, Jakarta (Indonesia) – thủ đô kinh tế và chính trị của quốc gia từng hai lần tổ chức ASIAD trước đó – được Hội đồng Olympic châu Á lựa chọn thay thế Việt Nam làm chủ nhà.
Kỳ ASIAD lần thứ 19, dự kiến tổ chức tại Hàng Châu, Trung Quốc vào năm 2022, đã phải hoãn lại sang năm 2023 do ảnh hưởng nghiêm trọng của đại dịch COVID-19. Chính phủ Trung Quốc đưa ra quyết định này vào ngày 12 tháng 5 năm 2022, với lý do an toàn sức khỏe cộng đồng và khó khăn trong việc chuẩn bị các công tác hậu cần giữa đại dịch toàn cầu.
ASIAD 2026 (lần thứ 20) sẽ diễn ra tại Nagoya, một trong những thành phố công nghiệp trọng điểm của Nhật Bản.
Năm 2030, ASIAD 21 tổ chức tại Doha, Qatar và là lần thứ hai Qatar tổ chức sự kiện này.
ASIAD 2030 (lần thứ 21) được trao choDoha, Qatar, đánh dấu lần thứ hai quốc gia này đăng cai sự kiện sau 24 năm.
Năm 2034, ASIAD 22 tổ chức tại Riyadh, Ả Rập Xê Út và là lần đầu tiên Ả Rập Xê Út tổ chức sự kiện này.
ASIAD 2034 (lần thứ 22) sẽ diễn ra tại Riyadh, Ả Rập Xê Út – lần đầu tiên quốc gia vùng Trung Đông này đảm nhiệm vai trò chủ nhà.
Tính đến nay, Thái Lan là quốc gia đăng cai Đại hội Thể thao châu Á (ASIAD) nhiều nhất với bốn lần tổ chức, tất cả đều diễn ra tại thủ đô Băng Cốc vào các năm 1966, 1970, 1978 và 1998. Xếp sau là Trung Quốc, Hàn Quốc và Nhật Bản với ba lần đăng cai mỗi nước. Một số quốc gia đã hai lần tổ chức ASIAD gồm Ấn Độ (New Delhi – 1951 và 1982), Indonesia (Jakarta – 1962 và 2018), và Qatar (Doha – 2006 và dự kiến 2030). Các quốc gia chỉ mới tổ chức một lần tính đến nay là Philippines (Manila – 1954), Iran (Tehran – 1974), và Ả Rập Xê Út, quốc gia sẽ lần đầu đăng cai vào năm 2034 tại thủ đô Riyadh.

## Bối cảnh

### Biểu tượng
Phong trào Đại hội Thể thao châu Á sử dụng các biểu tượng để thể hiện lý tưởng được nêu trong hiến chương của Đại hội. Khẩu hiệu của Đại hội là "Tiến mãi về phía trước" (Ever Onward), được thiết kế và đề xuất bởi Guru Dutt Sondhi vào năm 1949 khi Liên đoàn Đại hội Thể thao châu Á được thành lập.
Biểu tượng chính của Đại hội là một mặt trời đỏ rực với 16 tia sáng và một vòng tròn trắng ở trung tâm, tượng trưng cho tinh thần luôn rực rỡ và ấm áp của người dân châu Á.

### Linh vật
Kể từ Đại hội Thể thao châu Á năm 1982 tại New Delhi, Ấn Độ, mỗi kỳ tổ chức đều có một linh vật, thường là một loài động vật bản địa hoặc hình tượng con người phản ánh di sản văn hóa của địa phương đăng cai.

### Tham dự
Tất cả 45 thành viên trực thuộc Hội đồng Olympic châu Á (OCA) đều đủ điều kiện tham gia Đại hội.
Theo quy định thành viên của OCA: Kazakhstan, dù nằm ở cả hai lục địa, vẫn được coi là một quốc gia châu Á và đủ điều kiện tham dự. Ngược lại, Ai Cập, mặc dù có 6% lãnh thổ nằm ở bán đảo Sinai (thuộc châu Á), vẫn thi đấu tại Đại hội Thể thao châu Phi. Thổ Nhĩ Kỳ và Nga/Liên Xô cũ – có phần lớn lãnh thổ ở châu Á – lại chọn tham dự Đại hội Thể thao châu Âu. Tương tự, Azerbaijan, Gruzia (Georgia), Síp và Armenia, dù phần lớn lãnh thổ nằm ở châu Á, vẫn tham gia các sự kiện thể thao của châu Âu.
Tính đến nay, 46 Ủy ban Olympic quốc gia (NOC) đã từng cử vận động viên tham dự Đại hội. Israel bị loại khỏi giải từ năm 1976 với lý do an ninh. Dù đã đề nghị tham gia trở lại vào năm 1982, yêu cầu của họ bị từ chối do ảnh hưởng từ thảm kịch Munich 1972. Israel hiện là thành viên của Ủy ban Olympic châu Âu (EOC) và tham gia Đại hội Thể thao châu Âu.
Các vùng lãnh thổ như Đài Loan, Palestine, Hồng Kông và Ma Cao đều tham gia dựa trên tư cách thành viên OCA. Do tình trạng chính trị chưa rõ ràng, Đài Loan từ năm 1990 thi đấu với tên gọi Trung Hoa Đài Bắc (Chinese Taipei). Ma Cao cũng được phép tham gia từ năm 1990 dù không được Ủy ban Olympic Quốc tế (IOC) công nhận trong hệ thống Thế vận hội.
Năm 2007, Chủ tịch OCA Sheikh Ahmed Al-Fahad Al-Ahmed Al-Sabah đã bác bỏ đề xuất cho phép Úc tham dự Đại hội. Ông cho rằng dù Úc sẽ mang lại giá trị tích cực, nhưng điều đó không công bằng với các quốc gia thuộc Ủy ban Olympic châu Đại Dương (ONOC). Úc và New Zealand là thành viên của ONOC, nên đã tham gia Đại hội Thể thao Thái Bình Dương từ năm 2015. Năm 2017, đề xuất để Úc tham dự lại được đưa ra sau khi quốc gia này tham gia Đại hội Thể thao Mùa đông châu Á 2017. Ủy ban Olympic Úc thông báo rằng Úc sẽ được phép cử một nhóm nhỏ vận động viên tới Đại hội 2022, miễn là các nội dung thi đấu như bóng rổ và bóng chuyền có vòng loại thuộc khu vực châu Á – Thái Bình Dương. Tháng 11 năm 2021, thông báo cho biết vận động viên châu Đại Dương sẽ được mời tham gia một số môn như điền kinh, ba môn phối hợp, trượt patin, cử tạ và wushu, và nếu đoạt giải sẽ chỉ nhận huy chương danh dự, không tính vào bảng tổng sắp huy chương chính thức. Tuy nhiên, kế hoạch này bị hủy do thiếu sự quan tâm từ các liên đoàn thể thao tại Úc và New Zealand.
Hiện chỉ có 7 quốc gia đã tham gia mọi kỳ Đại hội Thể thao châu Á, đó là: Ấn Độ, Indonesia, Nhật Bản, Philippines, Sri Lanka, Singapore và Thái Lan.

## Các quốc gia tham dự

Các quốc gia tham dự Đại hội Thể thao châu Á (45 NOC thành viên).

| - Afghanistan - Bahrain - Bangladesh - Bhutan - Brunei - Campuchia - Trung Quốc - Hồng Kông - Ấn Độ - Indonesia - Iran - Iraq - Jordan - Nhật Bản - Kazakhstan | - CHDCND Triều Tiên - Hàn Quốc - Kyrgyzstan - Kuwait - Lào - Liban - Ma Cao - Malaysia - Maldives - Mông Cổ - Myanmar - Nepal - Oman - Pakistan - Palestine | - Philippines - Qatar - Ả Rập Xê Út - Singapore - Sri Lanka - Syria - Đài Bắc Trung Hoa - Tajikistan - Thái Lan - Đông Timor - Turkmenistan - UAE - Uzbekistan - Việt Nam - Yemen |  |

- Thành viên cũ:  Israel (1933–1985)

## Lần đầu tham dự
Dưới đây là thống kê các kì Asian Games mà các đoàn thể thao lần đầu tiên giành quyền tham dự.
| Năm  | Đoàn thể thao                                                                                              |
| ---- | --- |
| 1951 | Afghanistan, Ấn Độ, Indonesia, Iran, Nhật Bản, Myanmar, Nepal, Philippines, Singapore, Sri Lanka, Thái Lan |
| 1954 | Campuchia, Đài Bắc Trung Hoa, Hồng Kông, Israel, Hàn Quốc Malaysia, Pakistan, Việt Nam                     |
| 1958 | Không có                                                                                                   |
| 1962 | Không có                                                                                                   |
| 1966 | Không có                                                                                                   |
| 1970 | Không có                                                                                                   |
| 1974 | Bahrain, Trung Quốc, Iraq, CHDCND Triều Tiên, Kuwait, Lào, Mông Cổ                                         |
| 1978 | Ả Rập Xê Út, Syria, UAE                                                                                    |
| 1982 | Bangladesh, Liban, Maldives, Oman, Qatar, Yemen                                                            |
| 1986 | Bhutan, Jordan                                                                                             |
| 1990 | Brunei, Ma Cao                                                                                             |
| 1994 | Kazakhstan, Kyrgyzstan, Palestine, Tajikistan, Turkmenistan, Uzbekistan                                    |
| 1998 | Không có                                                                                                   |
| 2002 | Đông Timor                                                                                                 |
| 2006 | Không có                                                                                                   |
| 2010 | Không có                                                                                                   |
| 2014 | Không có                                                                                                   |
| 2018 | Không có                                                                                                   |
| 2022 | Không có                                                                                                   |

## Danh sách môn thể thao
Trung bình mỗi kỳ Đại hội Thể thao châu Á (ASIAD) có khoảng 260 nội dung thi đấu thuộc khoảng 24 môn thể thao. Kỳ đại hội gần nhất được tổ chức tại Hàng Châu, Trung Quốc là kỳ có quy mô lớn nhất trong lịch sử, với 481 nội dung chung kết thuộc 40 môn thể thao.
Trước năm 2018, mỗi nước chủ nhà được phép tự xây dựng chương trình thi đấu theo nhu cầu và ưu tiên trong nước. Điều này khiến số lượng nội dung thi đấu tăng chóng mặt qua từng kỳ. Tuy nhiên, sự linh hoạt đó lại khiến một số môn thể thao Olympic như năm môn phối hợp hiện đại (modern pentathlon) hay ba môn phối hợp (triathlon) bị loại khỏi chương trình thi đấu trong một số kỳ từ 1986 đến 2006. Đồng thời, việc mở rộng số môn và nội dung cũng dẫn đến gia tăng số lượng vận động viên tham dự, bởi không có giới hạn cụ thể về số lượng vận động viên cho mỗi Ủy ban Olympic quốc gia (NOC).
Để tránh tình trạng phình to quá mức (gigantism), Hội đồng Olympic châu Á (OCA) đã ban hành chính sách mới áp dụng từ kỳ đại hội năm 2018, trong đó giới hạn tổng số môn thể thao tại đại hội không vượt quá 40 môn. Quy định mới này cũng đồng bộ với chương trình thi đấu của Thế vận hội Mùa hè kế tiếp – nếu có điều chỉnh trước, OCA sẽ tuân thủ theo. Tuy vậy, mỗi khu vực thuộc OCA vẫn được quyền đề cử một môn thể thao truyền thống hoặc đặc trưng của khu vực mình. Ngoài ra, ban tổ chức nước chủ nhà có thể đề xuất từ một đến hai môn thể thao bổ sung, dựa theo nhu cầu và văn hóa địa phương.
Ghi chú:      = Ngừng tổ chức
| Môn thể thao       | Năm                   |
| ------------------ | --------------------- |
| Thể thao dưới nước | Tất cả các năm        |
| Bắn cung           | Từ 1978               |
| Điền kinh          | Tất cả các năm        |
| Cầu lông           | Từ 1962               |
| Bóng chày          | Từ 1994               |
| Bóng rổ            | Tất cả các năm        |
| Board games        | 2006–2010, 2022       |
| Thể hình           | 2002–2006             |
| Bowling            | 1978, 1986, 1994–2018 |
| Quyền Anh          | Từ 1954               |
| Canoeing           | Từ 1986               |
| Cricket            | 2010–2014, từ 2022    |
| Cue sport          | 1998–2010             |
| Xe đạp             | 1951, từ 1958         |
| Khiêu vũ thể thao  | 2010, từ 2022         |
| Đua thuyền rồng    | 2010, 2018–2022       |
| Đua ngựa           | 1982–1986, từ 1994    |
| Esport             | Từ 2022               |
| Đấu kiếm           | 1974–1978, từ 1986    |
| Khúc côn cầu       | Từ 1958               |
| Bóng đá            | Tất cả các năm        |
| Golf               | Từ 1982               |
| Thể dục dụng cụ    | Từ 1974               |
| Bóng ném           | Từ 1982               |
| Jet ski            | 2018                  |

| Môn thể thao              | Năm                 |
| ------------------------- | ------------------- |
| Judo                      | Từ 1986             |
| Ju-jitsu                  | Từ 2018             |
| Kabaddi                   | Từ 1990             |
| Karate                    | Từ 1994             |
| Kurash                    | Từ 2018             |
| Võ thuật                  | 2018, 2026          |
| Năm môn phối hợp hiện đại | 1994, 2002, từ 2010 |
| Paragliding               | 2018                |
| Trượt patin               | 2010, từ 2018       |
| Chèo thuyền               | Từ 1982             |
| Bóng bầu dục              | Từ 1998             |
| Thuyền buồm               | 1970, từ 1978       |
| Cầu mây                   | Từ 1990             |
| Bắn súng                  | Từ 1954             |
| Leo núi thể thao          | Từ 2018             |
| Bóng quần                 | Từ 1998             |
| Lướt sóng                 | 2026                |
| Bóng bàn                  | 1958–1966, từ 1974  |
| Taekwondo                 | 1986, từ 1994       |
| Quần vợt                  | 1958–1966, từ 1974  |
| Ba môn phối hợp           | Từ 2006             |
| Bóng chuyền               | Từ 1958             |
| Cử tạ                     | 1951–1958, từ 1966  |
| Wrestling                 | Từ 1954             |
| Wushu                     | Từ 1990             |

### Phân môn
| Môn thể thao       | Phân môn                         | Năm                 |
| ------------------ | -------------------------------- | ------------------- |
| Thể thao dưới nước | Bơi nghệ thuật                   | Từ 1994             |
| Thể thao dưới nước | Nhảy cầu                         | Tất cả các năm      |
| Thể thao dưới nước | Bơi lội marathon                 | 2022                |
| Thể thao dưới nước | Bơi lội                          | Tất cả các năm      |
| Thể thao dưới nước | Bóng nước                        | Tất cả các năm      |
| Bóng chày          | Bóng chày                        | Từ 1994             |
| Bóng chày          | Bóng mềm                         | Từ 1990             |
| Bóng rổ            | Bóng rổ                          | Tất cả các năm      |
| Bóng rổ            | Bóng rổ 3x3                      | Từ 2018             |
| Board games        | Chess                            | 2006–2010, 2022     |
| Board games        | Bài brit                         | 2018–2022           |
| Board games        | Cờ vây                           | 2010, 2022          |
| Board games        | Cờ tướng                         | 2010, 2022          |
| Canoeing           | Slalom canoeing                  | Từ 2010             |
| Canoeing           | Sprint canoeing                  | Từ 1990             |
| Xe đạp             | Xe đạp BMX                       | Từ 2010             |
| Xe đạp             | Xe đạp BMX tự do                 | 2026                |
| Xe đạp             | Xe đạp địa hình                  | 1998–2002, từ 2010  |
| Xe đạp             | Xe đạp đường trường              | 1951, từ 1958       |
| Xe đạp             | Xe đạp lòng chảo                 | 1951, 1958, từ 1966 |
| Khiêu vũ thể thao  | Ballroom                         | 2010                |
| Khiêu vũ thể thao  | Breaking                         | Từ 2022             |
| Thể dục dụng cụ    | Thể dục nghệ thuật               | Từ 1974             |
| Thể dục dụng cụ    | Thể dục nhịp điệu                | Từ 1994             |
| Thể dục dụng cụ    | Trampoline                       | Từ 2006             |
| Võ thuật           | Mixed martial arts               | 2026                |
| Võ thuật           | Pencak silat                     | 2018                |
| Võ thuật           | Sambo                            | 2018                |
| Trượt patin        | Trượt patin nghệ thuật           | 2010, 2022          |
| Trượt patin        | Trượt băng slalom tự do          | 2022                |
| Trượt patin        | Trượt patin tốc độ một hàng bánh | 2010, 2018–2022     |
| Trượt patin        | Skateboarding                    | Từ 2018             |
| Bóng bầu dục       | Rugby union                      | 1998–2002           |
| Bóng bầu dục       | Bóng bầu dục bảy người           | Từ 1998             |
| Quần vợt           | Quần vợt                         | 1958–1966, từ 1974  |
| Quần vợt           | Quần vợt mềm                     | Từ 1994             |
| Bóng chuyền        | Bóng chuyền                      | Từ 1958             |
| Bóng chuyền        | Bóng chuyền 9 người              | 1958–1962           |
| Bóng chuyền        | Bóng chuyền bãi biển             | Từ 1998             |

## Các kì đại hội
| Đại hội | Năm  | Chủ nhà              | Ngày thi đấu / Được khai mạc bởi                                    | Quốc gia          | Vận động viên     | Môn               | Sự kiện           | Đoàn dẫn đầu      | Nguồn  |
| ------- | ---- | -------------------- | ------------------------------------------------------------------- | ----------------- | ----------------- | ----------------- | ----------------- | ----------------- | ------ |
| 1       | 1951 | New Delhi            | 4–11 tháng 3 năm 1951 President Rajendra Prasad                     | 11                | 489               | 6                 | 57                | Nhật Bản (JPN)    | [ 37 ] |
| 2       | 1954 | Manila               | 1–9 tháng 5 năm 1954 President Ramon Magsaysay                      | 18                | 970               | 8                 | 76                | Nhật Bản (JPN)    | [ 38 ] |
| 3       | 1958 | Tokyo                | 24 tháng 5 – 1 tháng 6 năm 1958 Thiên hoàng Hirohito                | 16                | 1,820             | 13                | 97                | Nhật Bản (JPN)    | [ 39 ] |
| 4       | 1962 | Jakarta              | 24 tháng 8 – 4 tháng 9 năm 1962 Tổng thống Sukarno                  | 12                | 1,460             | 13                | 88                | Nhật Bản (JPN)    | [ 40 ] |
| 5       | 1966 | Bangkok              | 9–20 tháng 12 năm 1966 và 1970 Quốc vương Bhumibol Adulyadej        | 16                | 1,945             | 14                | 143               | Nhật Bản (JPN)    | [ 41 ] |
| 6       | 1970 | Bangkok              | 9–20 tháng 12 năm 1966 và 1970 Quốc vương Bhumibol Adulyadej        | 16                | 2,400             | 13                | 135               | Nhật Bản (JPN)    | [ 42 ] |
| 7       | 1974 | Tehran               | 1–16 tháng 9 năm 1974 Shah Mohammad Reza Pahlavi                    | 19                | 3,010             | 16                | 202               | Nhật Bản (JPN)    | [ 43 ] |
| 8       | 1978 | Bangkok              | 9–20 tháng 12 năm 1978 Quốc vương Bhumibol Adulyadej                | 19                | 3,842             | 19                | 201               | Nhật Bản (JPN)    | [ 44 ] |
| 9       | 1982 | New Delhi            | 19 tháng 11 – 4 tháng 12 năm 1982 Tổng thống Zail Singh             | 23                | 3,411             | 21                | 147               | Trung Quốc (CHN)  | [ 45 ] |
| 10      | 1986 | Seoul                | 20 tháng 9 – 2 tháng 10 năm 1986 Tổng thống Chun Doo-hwan           | 22                | 4,839             | 25                | 270               | Trung Quốc (CHN)  | [ 46 ] |
| 11      | 1990 | Bắc Kinh             | 22 tháng 9 – 7 tháng 10 năm 1990 Chủ tịch Dương Thượng Côn          | 31                | 6,122             | 27                | 310               | Trung Quốc (CHN)  | [ 47 ] |
| 12      | 1994 | Hiroshima            | 2–16 tháng 10 năm 1994 Thiên hoàng Akihito                          | 42                | 6,828             | 34                | 338               | Trung Quốc (CHN)  | [ 48 ] |
| 13      | 1998 | Bangkok              | 6–20 tháng 12 năm 1998 Quốc vương Bhumibol Adulyadej                | 41                | 6,554             | 36                | 377               | Trung Quốc (CHN)  | [ 49 ] |
| 14      | 2002 | Busan                | 29 tháng 9 năm – 14 tháng 10 năm 2002 Tổng thống Kim Dae-jung       | 44                | 7,711             | 38                | 419               | Trung Quốc (CHN)  | [ 50 ] |
| 15      | 2006 | Doha                 | 1–15 tháng 12 năm 2006 Emir Hamad bin Khalifa Al Thani              | 45                | 9,520             | 39                | 424               | Trung Quốc (CHN)  | [ 51 ] |
| 16      | 2010 | Quảng Châu           | 12–27 tháng 11 năm 2010 Thủ tướng Ôn Gia Bảo                        | 45                | 9,704             | 42                | 476               | Trung Quốc (CHN)  | [ 52 ] |
| 17      | 2014 | Incheon              | 19 tháng 9 năm – 4 tháng 10 năm 2014 Tổng thống Park Geun-hye       | 45                | 9,501             | 37                | 439               | Trung Quốc (CHN)  | [ 53 ] |
| 18      | 2018 | Jakarta và Palembang | 18 tháng 8 – 2 tháng 9 năm 2018 Tổng thống Joko Widodo              | 45                | 11,300            | 46                | 465               | Trung Quốc (CHN)  | [ 54 ] |
| 19      | 2022 | Hàng Châu            | 23 tháng 9 năm – 8 tháng 10 năm 2023 Chủ tịch Tập Cận Bình          | 45                | 11.935            | 40                | 481               | Trung Quốc (CHN)  | [ 55 ] |
| 20      | 2026 | Aichi-Nagoya         | 19 tháng 9 năm – 4 tháng 10 năm 2026 Thiên hoàng Naruhito (dự kiến) | Sự kiện tương lai | Sự kiện tương lai | Sự kiện tương lai | Sự kiện tương lai | Sự kiện tương lai |        |
| 21      | 2030 | Doha                 | Sự kiện tương lai                                                   | Sự kiện tương lai | Sự kiện tương lai | Sự kiện tương lai | Sự kiện tương lai | Sự kiện tương lai |        |
| 22      | 2034 | Riyadh               | Sự kiện tương lai                                                   | Sự kiện tương lai | Sự kiện tương lai | Sự kiện tương lai | Sự kiện tương lai | Sự kiện tương lai |        |

## Bảng xếp hạng huy chương
Tính đến Đại hội Thể thao châu Á 2022
Trong số 46 Ủy ban Olympic Quốc gia (NOC) từng tham gia Đại hội Thể thao châu Á, có 43 nước đã giành được ít nhất một huy chương. Chỉ còn ba NOC chưa từng giành huy chương nào là Bhutan, Maldives và Đông Timor. Có 38 quốc gia đã từng giành ít nhất một huy chương vàng (chỉ có Nhật Bản và Ấn Độ là hai quốc gia luôn giành được huy chương vàng ở mọi kỳ Đại hội). Trung Quốc và Nhật Bản là hai quốc gia duy nhất từng đứng đầu bảng tổng sắp huy chương trong lịch sử Asian Games.

Tại kỳ Đại hội năm 2022, Ấn Độ trở thành quốc gia thứ tư trong lịch sử (sau Nhật Bản, Trung Quốc và Hàn Quốc) vượt mốc 100 huy chương trong một kỳ đại hội. Trung Quốc, Nhật Bản và Hàn Quốc là ba quốc gia đầu tiên từng vượt mốc 200 huy chương tại một kỳ đại hội – lần đầu là tại ASIAD 1986. Ở kỳ đại hội năm 2022, Trung Quốc còn trở thành quốc gia đầu tiên vượt các mốc: 100 huy chương vàng, 200 huy chương vàng, 300 huy chương tổng và 400 huy chương tổng trong một kỳ đại hội.
| Hạng                | Đoàn                | Vàng | Bạc  | Đồng | Tổng số |
| ------------------- | ------------------- | ---- | ---- | ---- | ------- |
| 1                   | Trung Quốc          | 1674 | 1105 | 791  | 3570    |
| 2                   | Nhật Bản            | 1084 | 1104 | 1054 | 3242    |
| 3                   | Hàn Quốc            | 787  | 722  | 916  | 2425    |
| 4                   | Iran                | 192  | 202  | 217  | 611     |
| 5                   | Ấn Độ               | 183  | 239  | 357  | 779     |
| 6                   | Kazakhstan          | 165  | 180  | 292  | 637     |
| 7                   | Thái Lan            | 144  | 189  | 311  | 644     |
| 8                   | CHDCND Triều Tiên   | 121  | 161  | 188  | 470     |
| 9                   | Đài Bắc Trung Hoa   | 118  | 164  | 304  | 586     |
| 10                  | Uzbekistan          | 105  | 138  | 171  | 414     |
| Tổng số (10 đơn vị) | Tổng số (10 đơn vị) | 4573 | 4204 | 4601 | 13378   |